# Sant’Antonio a Posillipo (Nápoly)
A Sant’Antonio a Posillipo egy templom Nápoly Posillipo városrészében, az azonos nevű dombon. 1642-ben építették viszont az évszázadok során teljesen újjáépítették. Belsőjét két Giacinto Diano festmény díszíti (Szent Antal extázisa, valamint Szent Rafael és Szent Tobiolo).